# Марія Анна Гессен-Гомбурзька
Марія Анна Амалія Гессен-Гомбурзька (нім. Marie Anne Amalie von Hessen-Homburg), відома після одруження як Маріанна Прусська (нім. Marianne von Preußen) та принцеса Вільгельм (нім. Prinzessin Wilhelm), 13 жовтня 1785 — 14 квітня 1846) — принцеса Гессен-Гомбурзька, донька ландграфа Гессен-Гомбургу Фрідріха V та принцеси Гессен-Дарштадту Кароліни, дружина прусського принца Вільгельма, матір королеви Баварії Марії Фредеріки.
Перша леді прусського двору після смерті королеви Луїзи у 1810 році. Входила до «військової партії», яка виступала проти Наполеона. Засновниця «Союзу жінок-патріоток». Авторка «Заклику королівських принцес до жінок прусської держави» (березень 1813).
У мирний час займалася благодійністю. Від 1822 року більшу пору року проводила у замку Фішбах у Силезії.

## Біографія
Марія Анна народилась 13 жовтня 1785 року у Гомбурзі дванадцятою дитиною та п'ятою донькою в родині ландграфа Гессен-Гомбургу Фрідріха V та його дружини Кароліни Гессен-Дармштадтської. Дівчинка мала старших братів: Фрідріха, Людвіга, Філіпа, Густава та Фердинанда й сестер: Кароліну, Луїзу Ульріку, Амалію й Августу. Згодом у неї з'явився молодший брат Леопольд. Їхній дід з материнського боку, Людвіг IX, в цей час правив Гессен-Дармштадтом.
Мешкало сімейство у Гомбурзькому замку. Марія Анна отримала типове німецьке виховання, попри те, що матір була прибічницею французької освіти.
21 серпня 1803 року відбулися заручини принцеси з її кузеном Вільгельмом Прусським. Але, якщо принц був закоханим у неї, сама дівчина згодилася неохоче, зізнаючись брату Людвігу, що змушує себе, бо наречений дуже гарний.
У 18 років Марія Анна взяла шлюб із 20-річним принцом Вільгельмом Прусським. Весілля пройшло 12 січня 1804 року в Берліні. Пара часто проводила час разом. Марія Анна читала чоловікові Шиллера, Гете, Расіна, Вольтера, Корнеля, що стало їхньою звичкою до кінця життя. У шлюбі з дев'яти дітей живими народила вісьмох.
Перший час Марія Анна, яку стали кликати Маріанною, брала мало участі у політиці. Однак, вже у 1805 році вона долучилася до «військової партії», що виступала проти Наполеона, яку очолювала королева Луїза. Влітку 1806 року навідала Гомбург. У листопаді 1806 року, під час втечі від французьких військ, дві її старші доньки померли по дорозі в Піллау та були поховані в Данцігу. 22 листопада вона залишила Данціг, вирушивши до Піллау, звідти — до Кенігсберга, 4 січня 1807 — до Тільзіта, а 18 січня — до Мемеля.
У Мемелі багато часу проводила з королевою Луїзою, а також далі навчалася, читаючи англійську історію, та займалася малюванням. У серпні 1807 року в неї стався викидень. Чоловік, який у цей час вів перемовини з Наполеоном у Парижі, писав їй ніжні листи. Товаришувала із колишнім міністром фінінсів бароном Генріхом Карлом фом унд цум Штейном, який з сумом відмічав рису «морального самогубства» у листах принцеси, а також міністром іноземних справ Карлом Августом фон Гарденбергом.

Дружба з королевою тривала до смерті останньої. Коли Луїза пішла з життя у липні 1810 року, Маріанна перебувала у Гомбурзі. Повернувшись до столиці вона написала:«Увесь Берлін здається мені пустелею, оскільки її в ньому більше нема».

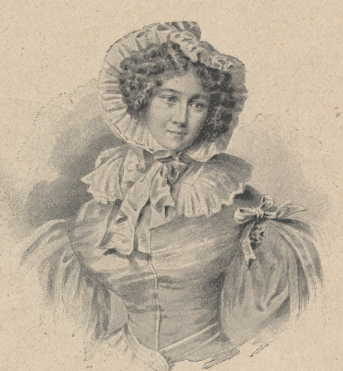
Принцеса Маріанна

Згодом домінантною рисою характеру принцеси стало благочестя. Щодо офіційних обов'язків, то після смерті королеви, вона стала виконувати функції першої леді. Наприкінці жовтня 1811 року, за п'ять років після смерті доньок, Марія Анна народила хлопчиків-близнюків, один із яких вижив. Згодом у неї з'явилося ще четверо дітей.
Принцеса радо вітала прихід у 1813 році козаків до Берліна. Захоплена загальним ентузіазмом, 23 березня 1813 написала «Заклик королівських принцес до жінок прусської держави», який було опубліковано 1 квітня в газетах. Тоді ж заснувала «Союз жінок-патріоток» та закликала здавати золото та коштовності на допомогу армії. Допомагала з облаштування лазаретів, часто навідувала лікарні. За наказом короля залишила Берлін та переїхала до Франкфурта, оскільки існувала небезпека захоплення столиці французами. Повернулася до столиці 14 червня та з нетерпінням чекала відновлення бойових дій. Публічно молилася за перемогу прусської зброї та була дуже вражена тим, що не всі церкви виявилися відкритими для загальних богослужінь. Відкрито раділа перемозі в битві під Лейпцигом. У листопаді навідала поранених братів у Дессау. У 1814 році була нагороджена орденом Луїзи. В своєму німецькому дусі виступала проти вживання французької мови на Віденському конгресі та перебувала у постійному конфлікті з матір'ю через пристрасть тієї до французької мови. Виказувана їй пошана через виявлену хоробрість у часи війни турбувала її, і принцеса намагалася проводити більше часу в палаці Шонхаузен за межами столиці.
Зросла релігійність Маріанни почала відчужувати її від поезії Шиллера, яку вона полюбила за сприяння королеви Луїзи. За власними спогадами, до 1819 року «пошук Господа» став для неї найголовнішим у житті. Часто відвідувала служби берлінських проповідників, особливо Франца Термена, також приймала їх у своєму берлінському палаці. Зазвичай носила простий одяг, на прийомах намагаючись виглядати розкішніше, однак не слідкувала за модою, через що дехто вважав її наряди досить дивними.

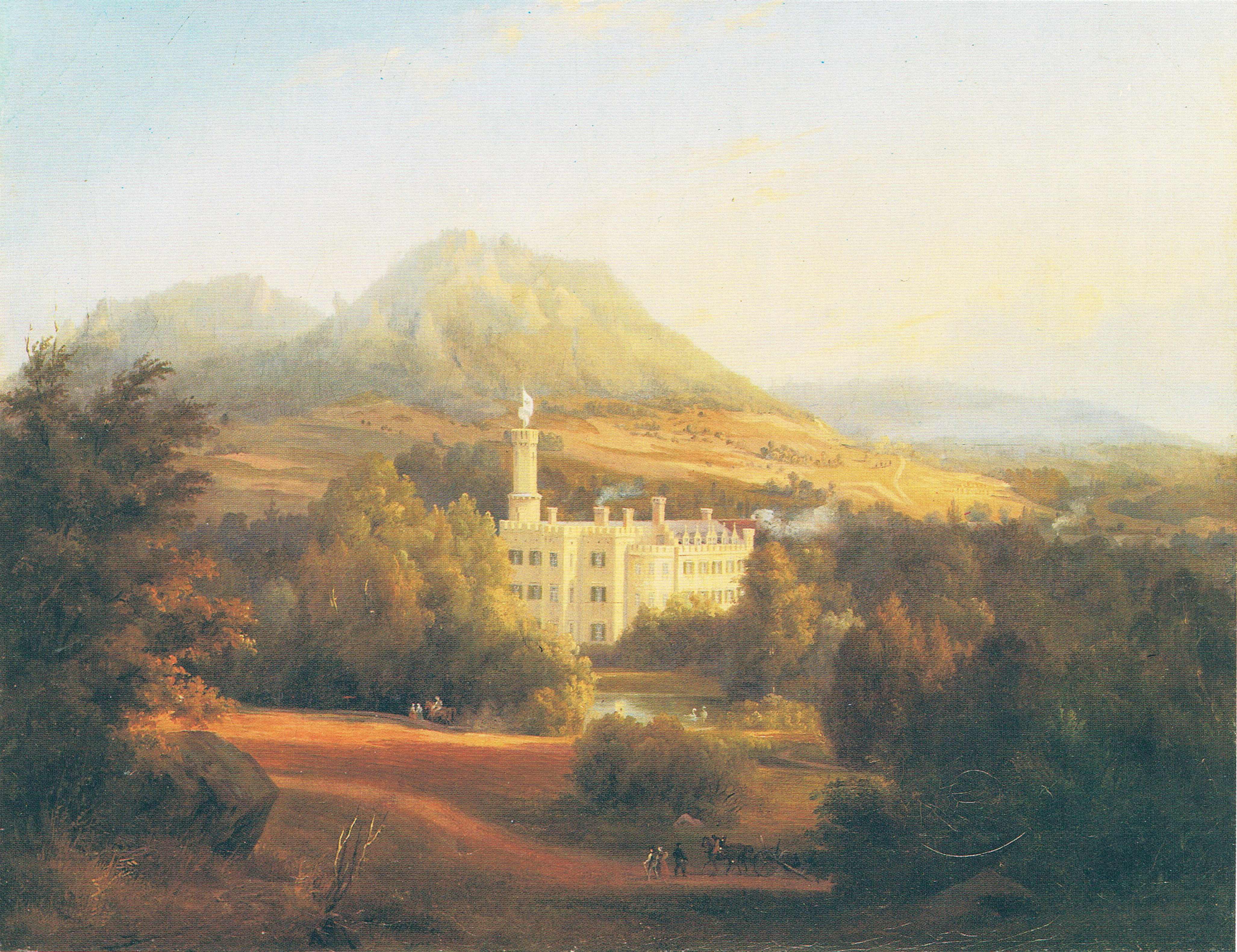
Замок Фішбах на картині К. Д. Фрейданка

Літо 1816—1822 років проводила разом із королівськими дітьми у палаці Шонхаузен під Берліном. У 1822 році Вільгельм придбав для дружини замок Фішбах. Маріанна, дізнавшись про це, записала у своєму щоденнику 2 квітня 1822 року: «Сьогодні прийшла звістка, що Фішбах наш, тож всі мої земні бажання виконані». Карл Штейн, який став її першим гостем, писав: 
«Ніщо не перевершує за досконалістю образ сімейного щастя власників Фішбаха, заснованого на внутрішньому спокої, релігійному значенні, духовному вихованні».
нім. «Nichts übertrifft an Vollkommenheit das Bild des auf inneren Frieden, religiösen Sinn, geistige Bildung gegründeten Familienglücks der Besitzer von Fischbach.»
Після придбання замок був перебудований у неоготичному стилі, його дизайн був приписаний К. Ф. Шинкелю, будівельнику та дизайнеру інтер'єру королівського дому. Далеко від суворого етикету родина насолоджувалася сільською ідилією. Втім, у тому ж році Маріанна закохалася у товариша чоловіка, графа Антона цу Штольберг-Верніґероде, свого однолітка, який також був одруженим і мав дев'ятеро дітей. Про почуття принцеси стало відомо лише у 2006 році, коли був надрукований її щоденник.
Періодично обов'язки викликали Маріанну до Берліна. Аби ще більше усамітнитися, вона звеліла збудувати біля замку Фішбах ще більш віддалений котедж. В цій місцині намагалася проводити час аж до грудня. Часто родину у Фішбаху навідував сам король. Турбувалася про жителів навколишніх сіл.
У Берліні відвідувала в'язниці та робітничі будинки. У 1826 році заснувала в поселенні Панков заклад для дітей «Elisabethstift», який назвала на честь доньки. Протегувала дитячим притулкам та лікарні Єлизавети.
Після відвідин доньки Марії у Мюнхені в 1845 році захворіла і пішла з життя 14 квітня 1846 року. Причиною смерті була вказана ревматична гарячка.
Була похована у крипті Гогенцоллернів у Берлінському соборі. Її зять Максиміліан присвятив їй проникливий поетичний некролог.

## Родина
Чоловік — Вільгельм Прусський
Діти:
- Фредеріка (1805—1806) — прожила 1 рік;

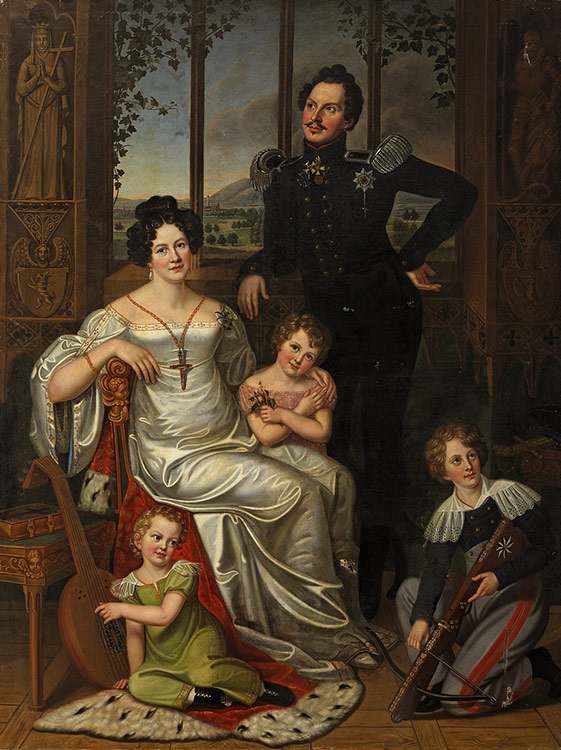
Портрет родини Маріанни, 1820-ті

- Ірена (3—14 листопада 1806) — прожила 1 тиждень;
- Тассіло (1811—1813) — прожив 1 рік;
- Адальберт (1811—1873) — прусський адмірал, був морганатично одруженим із балериною Терезою Ельслер, мав єдиного сина, що не залишив нащадків;
- Тассіло (1813—1814) — прожив 2 місяці;
- Єлизавета (1815—1885) — дружина принца Гессенського та Прирейнського Карла, мала четверо дітей;
- Вальдемар (1817—1849) — генерал-майор прусського війська, одруженим не був, дітей не мав;
- Марія Фредеріка (1825—1889) — дружина короля Баварії Максиміліана II, мала двох синів.